# Gastes
Gastes is een gemeente in het Franse departement Landes (regio Nouvelle-Aquitaine) en telt 410 inwoners (1999). De plaats maakt deel uit van het arrondissement Mont-de-Marsan. Hier liggen enkele belangrijke geëxploiteerde olie- en gasbronnen.

## Geografie
De oppervlakte van Gastes bedraagt 36,8 km², de bevolkingsdichtheid is 11,1 inwoners per km².
De onderstaande kaart toont de ligging van Gastes met de belangrijkste infrastructuur en aangrenzende gemeenten.

## Demografie
Onderstaande figuur toont het verloop van het inwonertal (bron: INSEE-tellingen).